# GP Antalya
El GP Antalya es una carrera ciclista turca que se celebra en el mes de febrero alrededor de Antalya en la provincia de Antalya. La carrera se organizó por primera vez en el año 2020 y forma parte del UCI Europe Tour bajo la categoría 1.2.

## Palmarés
| Año  | Ganador                 | Segundo         | Tercero        |
| ---- | ----------------------- | --------------- | -------------- |
| 2020 | Maxim Piskunov          | Filippo Fortin  | Alexei Shnyrko |
| 2024 | Ma Binyan               | Natnael Berhane | Ruslan Aliyev  |
| 2025 | Wan Abdul Rahman Hamdan | Ramazan Yilmaz  | Emre Kaplan    |

## Palmarés por países
| País    | Victorias |
| ------- | --------- |
| Rusia   | 1         |
| China   | 1         |
| Malasia | 1         |